# 鄧福如的獎項列表

## 入圍

### 2011年
| 日期     | 地區   | 頒獎機構 | 獎項                                                   |
| 11月12日 | 新加坡 | YES933   | 第17届新加坡金曲奖： - 《最佳新人獎》 - 《最佳新人獎》 |

### 2012年
| 日期    | 地區 | 頒獎機構             | 獎項                            |
| 5月15日 | 台灣 | 中華民國行政院新聞局 | 第23屆金曲獎： - 《最佳新人獎》 |

## 得獎

### 2011年
| 日期     | 地區     | 頒獎機構   | 獎項                                                                             |
| 9月1日   | 香港     | TVB        | 2011勁歌金曲優秀選第二回： - 《最受歡迎華語歌曲獎》                              |
| 12月14日 | 台灣     | Yahoo!奇摩 | 2011Yahoo!奇摩搜尋人氣大獎： - 《最受歡迎新人歌手獎》                            |
| 12月18日 | 香港     | TVB8       | 2011年度TVB8金曲榜頒獎典禮： - 《最佳新人獎》銀獎 - 《最佳作曲獎》（如果有如果） |
| 12月28日 | 馬來西亞 | ONEfm      | 勁爆30排行榜年度總選2011： - 《十大專輯》                                        |

### 2012年
| 日期    | 地區     | 頒獎機構         | 獎項 |
| 1月9日  | 加拿大   | 加拿大中文電台   | 加拿大至HIT中文歌曲排行榜2011全國總選： - 《全國推崇國語新女歌手》 - 《全國推崇十大歌曲》（一點點喜歡） |
| 1月15日 | 台灣     | KKBOX            | 第七屆KKBOX數位音樂風雲榜： - 《最佳新人獎》                                                            |
| 1月20日 | 台灣     | 痞客邦           | 痞客邦娛樂丸－娛樂丸咖獎： - 《最夯人氣丸》金獎                                                         |
| 4月23日 | 中國大陸 | 中央人民廣播電台 | 2011年MusicRadio中國TOP排行榜： - 《港台地區最具潛力新人》                                              |
| 8月6日  | 香港     | 新城知訊台       | 新城國語力頒獎禮2012： - 《新城國語力人氣偶像》 - 《新城國語力創作歌手》                                |

### 2013年
| 日期    | 地區 | 頒獎機構   | 獎項                                                                         |
| 8月11日 | 香港 | 新城知訊台 | 新城國語力頒獎禮2013： - 《新城國語力女歌手》 - 《新城國語力歌曲》（Me & U） |

### 2020年
| 日期    | 地區 | 頒獎機構   | 獎項                             |
| 2月29日 | 台灣 | 上班不要看 | 第2屆走鐘獎： - 《最佳女主角獎》 |